# Laras Tochter
Laras Tochter (engl. Originaltitel: Lara’s Child) ist ein Roman, den der englische Jurist und Schriftsteller Jim Williams 1994 unter dem Pseudonym Alexander Mollin veröffentlicht hat. Der Abenteuer- und Liebesroman, ein Sequel zu Boris Pasternaks Welterfolg Doktor Schiwago (1957), wurde nach Streitigkeiten mit dem Feltrinelli-Verlag, bei dem die Auswertungsrechte für Pasternaks Roman liegen, und zwei Gerichtsurteilen, die dem Werk keine ausreichende Schöpfungshöhe zuerkannt haben, wieder vom Markt genommen.

## Handlung

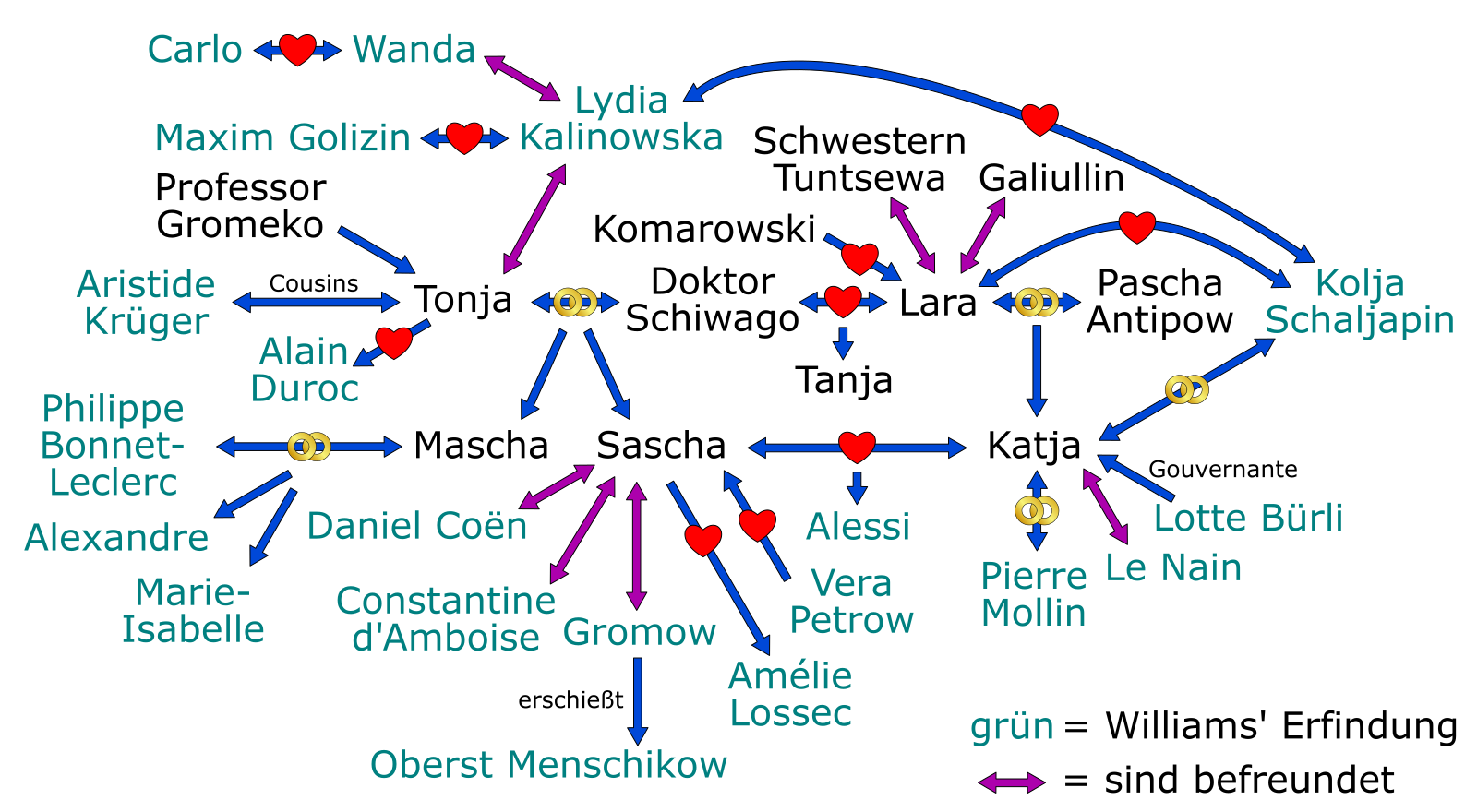
Die wichtigsten Figuren in Laras Tochter

Buch 1. Die Handlung setzt ein, wo bei Pasternak Abschnitt 12 des 14. Kapitels endete, also im Winter 1921/22. Von Warykino, wo Dr. Schiwago allein zurückgeblieben ist, reist Komarowski mit Lara und ihrer Tochter Katja mit Umweg über Moskau nach Tschita, wo sie vier Jahre lang zusammen leben. Als Lara dort Schiwagos Tochter Tanja zur Welt bringt, ist Komarowski eifersüchtig und gibt das Kind fort. Katja wird sich, weil sie die kleine Schwester oft zum Teufel gewünscht hat, wegen ihres Verschwindens ein Leben lang irrational schuldig fühlen.
Lara, Katja und deren Gouvernante, Fräulein Bürli, gehen zurück nach Yuriatin, wo Lara eine Liebesbeziehung mit dem jungen Spekulanten Kolja Schaljapin anknüpft. Sie hilft auch ihrem alten Freund Galiullin, der als ehemaliger Führer der Weißen Armee hat untertauchen müssen. Das bringt sie in Schwierigkeiten, und wieder einmal erscheint Komarowski gerade noch rechtzeitig, um sie, Katja und die Gouvernante in Sicherheit zu bringen. In Wladiwostok beziehen sie eine gemeinsame Wohnung.
Die Jahre vergehen, und da Katja Talent zum Singen entwickelt hat, reist Lara nach Moskau, um der Tochter einen Platz am dortigen Musikkonservatorium zu verschaffen. Es ist das Jahr 1929, und nach ihrer Ankunft erfährt Lara per Zufall, dass Juri Schiwago gerade verstorben ist. Sie nimmt an der Beerdigung teil und ordnet gemeinsam mit Jewgraf Schiwago den Nachlass. Bevor sie nach Wladiwostok zurückkehren kann, wird Lara von  GPU-Agenten verhaftet und zu Zwangsarbeit verurteilt. Sie verschwindet im Lager und taucht auch später nicht wieder auf.
In Wladiwostok stirbt bald darauf Komarowski an den Folgen eines Schlaganfalls. Katja und ihre Gouvernante sind nun auf sich allein gestellt. Kolja Schaljapin wird mittlerweile ebenfalls politisch verfolgt und möchte sich in Frankreich in Sicherheit bringen. Er bietet Katja an, sie mitzunehmen. Dafür müssen sie heiraten.
Buch 2. Prof. Gromeko, Tonja (Doktor Schiwagos Ehefrau) und ihre beiden Kinder Sascha und Mascha lassen sich in Paris nieder, wo ein Verwandter, Aristide Krüger, sie unterstützt. Sascha schließt Freundschaft mit einem russischen Exilanten, dem Fiakerkutscher Gromow. Nicht ahnend, dass dieser Kommunist ist, verschafft er ihm Insiderkenntnisse über den wichtigen russischen Exilgeneral Menschikow, die es Gromow erlauben, den General zu ermorden. Die schuldlose Schuld, die Sascha damit auf sich lädt, schleppt er von da an mit sich herum.
Tanja und Kolja leben inzwischen in Nizza. Tonja ist seit ihrer Ausreise aus Russland mit einem ganzen Bekanntenkreis russischer Exilanten umgeben und begibt sich mit einem Teil davon sowie ihren Kindern auf eine Ferienreise nach Nizza. So kommt es, dass Sascha und Katja sich begegnen. Sie verlieben sich ineinander und ihre inneren Stimmen sagen ihnen, dass sie für einander bestimmt sind. Insbesondere Katja, die eine sehr eigenwillige junge Frau ist, wehrt sich jedoch gegen ihre Gefühle. Als Laras Tochter hat zu oft mit ansehen müssen, wie eine Frau durch die Liebe ihre Selbstbestimmung verliert. Ihr Motto lautet daher, Liebe sei nichts als Chemie und äußere Umstände. Ein Bekannter von Tonja, Max, bietet ihrem Mann Kolja jedoch eine Stellung in Paris an.
Sascha ist ein orientierungsloser junger Mann, der nicht weiß, wo im Leben sein Platz ist. Darum schreibt er sich an der Sorbonne vorerst als Philosophiestudent ein. Sein neuer Freund Constantine vermittelt ihm Sympathien für die politische Rechte. Obwohl sein bis dahin bester Freund Daniel Coën Jude und Kommunist ist, engagiert Sascha sich gemeinsam mit Constantine für die Sache der Action française.
Buch 3. Da sein schlechtes Gewissen wegen des Attentats auf General Menschikow ihm weiterhin keine Ruhe lässt, bricht Sascha sein Studium ab und geht 1936 nach Salamanca, um im Spanischen Bürgerkrieg auf der Seite der Nationalisten zu kämpfen.
Katja hat Kolja verlassen und geht ihrerseits nach Barcelona, um sich als Krankenwagenfahrerin und Automechanikerin für die Sache der Republikaner einzusetzen. Der Zufall will, dass es sie kurz vor der Schlacht von Teruel in die Nähe von Teruel verschlägt, wo Sascha gerade in Gefangenschaft geraten ist. Die Wiederbegegnung löst in Sascha die Einsicht aus, dass er immer nur Katja geliebt hat. Diese will von Liebe immer noch nichts wissen, flieht mit Sascha jedoch, bevor die Nationalisten die Stadt einnehmen können.
In der Nähe von Tarragona beziehen sie eine verlassene Finca und bleiben dort mehrere Monate. Katja erwartet von Sascha ein Kind und bringt dieses, Alessi, schließlich zur Welt. Als die Faschisten weiter vorrücken, setzen sie ihre Flucht fort und gelangen am Ende glücklich nach Paris. Wie viel Katja an Sascha liegt, erkennt sie erst, als Kolja unerwartet bei ihr erscheint und sie zurückzugewinnen versucht.
1940 besetzen deutsche Truppen Paris. Sascha wird, weil er Russe ist, als Zwangsarbeiter auf eine Kanalinsel verschleppt. Er kehrt von dort nicht mehr zurück. Auch Katja wird verhaftet und als Zwangsarbeiterin an die Ruhr verschleppt. Als die Alliierten das Ruhrgebiet 1945 befreien, kann sie nach Paris zurückkehren und findet ihr Kind bei Tonja wohlbehalten vor. Sie nimmt Arbeit als Lehrerin an und heiratet ihren Kollegen Pierre Mollin.

## Der Versuch, Pasternaks Roman fortzusetzen
Wie in dem Roman Doktor Schiwago, der in weiten Strecken vor dem Hintergrund des Russischen Bürgerkrieges geschrieben ist, bildet auch in Laras Tochter ein Bürgerkrieg den Handlungsrahmen, nämlich der spanische. Williams hat sich in seinem Roman auf vielfältige Weise bemüht, nicht nur an die Handlung, sondern auch an Form und Stil von Pasternaks Roman anzuknüpfen. So findet sich auch in Laras Tochter eine sehr umfangreiche Anzahl von Nebenfiguren, die unerwartet an verschiedenen Orten immer wieder auftauchen. Ein weiteres Merkmal, das Williams sich von Pasternak abgeschaut hat, sind umfangreiche philosophische Reflexionen, in denen die Hauptfiguren sich ergehen.
Laras Tochter weist allerdings eine Reihe von Anschlussfehlern an Pasternaks Werk auf, etwa bei der Figurencharakterisierung. So wird über Tonja berichtet, dass sie ein Luxusgeschöpf sei, das in der Not nicht wirtschaften könne (S. 263; bei Pasternak ist sie es, die im Hungerwinter 1917/18 das Überleben der Familie organisiert); sie sei in Rechts- und Geldsachen völlig unwissend (S. 433; bei Pasternak hat Tonja Jura studiert). Ihr Vater, Prof. Gromeko, wird als Biologe bezeichnet (S. 388f; bei Pasternak ist er Professor für Landwirtschaft und Chemie). Sima Tuntzewa, deren volkstümliche Religiosität bei Pasternak Lara tiefen seelischen Frieden gibt, wird bei Williams als unliebsame Frömmlerin dargestellt (S. 79).
Auch der Anschluss an die Handlung ist nicht durchgehend geglückt. So heißt es auf S. 93 etwa, dass der Verwalter Mikulizyn mehr als vier Jahre nach Laras Abschied von Schiwago immer noch in Warykino lebt. Bei Pasternak hatte Mikulizyn das Gut jedoch schon verlassen, bevor Lara und Schiwago dort überhaupt eingetroffen sind.

## Veröffentlichung und Verbot
Die Veröffentlichung der englischen Originalausgabe des Romans erfolgte 1994 beim Verlag Doubleday. Schon im selben Jahr lag auch eine von Sabine Schulte erstellte deutsche Übersetzung vor, deren Vermarktung der Gütersloher Bertelsmann-Verlag übernahm. Nun schließen die Auswertungsrechte für Doktor Schiwago, die seit 1970 beim italienischen Feltrinelli-Verlag liegen, aber das Recht ein, alle Bearbeitungen und Fortsetzungen dieses Werkes zu blockieren, und alle Versuche, dieses Vetorecht mit Geld zu umgehen, sind bisher gescheitert. Bereits Mitte Juni 1994 erwirkte Ferinelli gegen Bertelsmann, um die Buchveröffentlichung zu verhindern, beim Landgericht Mannheim eine einstweilige Verfügung; zu diesem Zeitpunkt waren jedoch bereits 140.000 Exemplare an den Buchhandel ausgeliefert.
Bertelsmann hat später argumentiert, dass Williams‘ Roman gar nicht Pasternaks Roman, sondern David Leans Film Doktor Schiwago (1965) fortsetze. Dagegen ließe sich u. a. einwenden, dass viele der Figuren – etwa Galiullin, Samdewjatow, Mikulizyn, die Schwestern Tuntzewa und Juri Schiwagos Lebensgefährtin Marina – zwar in Pasternaks Roman, aber gar nicht im Film vorkommen.
Ungeachtet der Argumentation von Bertelsmann hat der Bundesgerichtshof 1999 das Veto des Feltrinelli-Verlages für rechtens erklärt. Er schloss sich damit einem vorausgegangenen Urteil des Oberlandesgerichtes Karlsruhe an, das die Vermarktung von Williams‘ Roman mit der Begründung untersagt hatte, dass dieser keine eigenschöpferische Leistung darstelle. Williams hätte entweder das Fortsetzungsrecht erwerben oder ein gänzlich neues Werk schaffen müssen, gegenüber dem das Original „verblasst“.

## Kritik
Die Literaturkritikerin Annette Meyhöfer hat das Buch als die „Schändung eines veritablen Nobelpreisträgers“ bezeichnet.

## Ausgaben
- Alexander Mollin: Lara's Child. Doubleday, 1994, ISBN 978-0-385-40379-5.
- Alexander Mollin: Laras Tochter. Bertelsmann, München 1994, ISBN 3-570-12026-0.